# 박미소
박미소(1987년 11월 3일 ~ )는 대한민국의 2010년 미스코리아 서울 미(美) 출신 배우이다.

## 프로필
- 출생 : 1987년 11월 3일
- 신체 : 170cm, A형
- 학력 : 시카고 예술대학
- 수상 : 2010년 미스코리아 서울 미(美)

## 출연 작품

### 드라마
- 이웃집 꽃미남 (2013년, tvN) - 된장녀 3인방 역

### 영화
- 사랑의 가위바위보 (2013년) - 시카고 소개팅녀 역

### 텔레비전 프로그램
- 휴먼 서바이벌 도전자 (2011년, KBS 2TV) - 10위
- 스타 뷰티 쇼 시즌 3 (2013년, SBS E!)

### 뮤직비디오
- 박재범 - Abandoned (2011년)

## 같이 보기
- 2010년 미스코리아
- 미스코리아 서울